# Bart Philemon
Bart Philemon, né le 16 avril 1945 à Lae (province de Morobe), est un homme politique de Papouasie-Nouvelle-Guinée, chef du New Generation Party et plusieurs fois ministre.

## Biographie
Diplômé en Arts de l'Université de Papouasie-Nouvelle-Guinée, il travaille de 1973 à 1980 dans l'industrie aéronautique, comme assistant de direction à Air Niugini, la compagnie aérienne nationale. Président du South Pacific Festival of Arts en 1980, il préside la Commission nationale de l'aviation de 1982 à 1986.
En 1984, il se lance en politique en se faisant élire à l'Assemblée provinciale de Morobe, où il siège jusqu'en 1988. En 1992, il est élu député au Parlement national et fait partie du cabinet fantôme de Julius Chan jusqu'en 1994, lorsque le gouvernement de Paias Wingti est renversé. Il est alors nommé ministre des Services publics. 
En 1997, le gouvernement de Chan perd les élections générales et Philemon siège à nouveau dans l'opposition. Deux ans plus tard, Mekere Morauta devient premier ministre et Philemon est nommé ministre des Transports et de l'Aviation civile. En janvier 2001, Morauta le nomme ministre des Affaires étrangères et ministre de Bougainville, chargé des relations avec le gouvernement autonome de Bougainville, constitué après la guerre civile qui s'est déroulé sur l'île. En mai de la même année, il est chassé du gouvernement à l'occasion d'un remaniement ministériel. 
À la suite des élections générales de 2002, Michael Somare devint premier ministre et Philemon est nommé ministre des Finances. Il mène des réformes économiques fructueuses, mais il est exclu du gouvernement en 2006. Il fonde alors le New Generation Party et s'impose comme un des leaders de l'opposition, mais ne peut empêcher Somare de se faire réélire en 2007. En août 2011, Peter O'Neill profite de l'absence de Somare, soigné à l'étranger, pour prendre le pouvoir. Il nomme Philemon ministre des Services publics et du Sport.
Aux élections générales de 2012, Bart Philemon est battu par sa propre nièce, Loujaya Toni.